# (3353) Jarvis
Pour les articles homonymes, voir Jarvis.
(3353) Jarvis est un astéroïde de la ceinture principale ayant une période de rotation sur lui-même particulièrement longue, de plus de 8 jours.

## Nom
(3353) Jarvis a été nommé en hommage à Gregory Bruce Jarvis, spécialiste de charge utile lors de la tragique mission de la Navette spatiale Challenger.
Les astéroïdes numérotés 3350 à 3356 ont été baptisés en hommage aux sept astronautes morts dans l'explosion de la Navette spatiale Challenger, le 28 janvier 1986 dont Gregory Bruce Jarvis.